# Сбогом на оръжията
 Тази статия е за романа.  За филма вижте Сбогом на оръжията (филм).  
„Сбогом на оръжията“ (на английски: A Farewell to Arms) е роман на Ърнест Хемингуей, полу-автобиографична книга, издадена за първи път през 1929 година и посветена на италианската кампания по време на Първата световна война. Разказът е в първо лице от името на Фредерик Хенри, американски военнослужещ и шофьор на линейка в италианската армия. Заглавието е взето от стихотворение на английския драматург от XVI век Джордж Пийл. Романът, поставен на фона на Първата световна война, описва любовна връзка между американеца Хенри и английската медицинска сестра Катрин Баркли.
Смятан е за един от най-въздействащите антивоенни романи на всички времена. Книгата става неговият първи бестселър.
Романът е адаптиран няколко пъти, първоначално за сцената през 1930 г., като филм през 1932 г. и отново през 1957 г. и като телевизионен минисериал от 1966 г. През 1996 г. филмът „В любов и война“ режисиран от Ричард Атънбъро и с участието на Крис О'Донъл и Сандра Бълок, показва живота на Хемингуей като шофьор на линейка в събитията преди да напише „Сбогом на оръжията“.